# Andriej Tołubiejew
Andriej Jurewicz Tołubiejew, ros. Андрей Юрьевич Толубеев (ur. 30 marca 1945 w Leningradzie, zm. 7 kwietnia 2008 w Sankt Petersburgu) – radziecki i rosyjski aktor teatralny i filmowy, odznaczony tytułami, m.in. Ludowego Artysty Federacji Rosyjskiej z 1996 roku i wielu innych.
Zmarł 7 kwietnia 2008 roku w Sankt Petersburgu w Rosji w wieku 63 lat. 10 kwietnia 2008 roku został pochowany na Cmentarzu Wołkowskim obok swojego ojca Jurija Tołubiejewa.
Jego ojciec, Jurij Tołubiejew także był aktorem.

## Filmografia
- 2007: Dobrynya Nikitich and Zmey Gorynych jako Słowik - Rozbójnik (głos)
- 2006: Andersen. Życie bez miłości jako admirał Peter Volf
- 1999: Duch jako śledczy z prokuratury
- 1995: Fatalne jaja jako Aleksandr Rokk
- 1994: Powódź

i inne